# 602
602（六百二、ろっぴゃくに）は自然数、また整数において、601の次で603の前の数である。

## 性質
- 602は合成数であり、約数は 1, 2, 7, 14, 43, 86, 301, 602 である。
  - 約数の和は1056。
- 602 = 2 × 7 × 43
  - 73番目の楔数である。1つ前は598、次は606。
  - 602 = 14 × 43
    - n = 14 のときの n と prime(n) との積とみたとき1つ前は533、次は705。(オンライン整数列大辞典の数列 A033286)
- 偶数のノントーティエントである。
- 約数の和が602になる数は1個ある。(601) 約数の和1個で表せる113番目の数である。1つ前は592、次は612。
- 各位の和が8になる40番目の数である。1つ前は530、次は611。
- 602 = 12 + 52 + 242 = 32 + 82 + 232 = 42 + 152 + 192 = 92 + 112 + 202 = 112 + 152 + 162 = 122 + 132 + 172
  - 3つの平方数の和6通りで表せる26番目の数である。1つ前は593、次は605。(オンライン整数列大辞典の数列 A025326)
  - 異なる3つの平方数の和6通りで表せる13番目の数である。1つ前は594、次は605。(オンライン整数列大辞典の数列 A025344)
- n = 602 のとき n と n + 1 を並べた数を作ると素数になる。n と n + 1 を並べた数が素数になる76番目の数である。1つ前は600、次は606。(オンライン整数列大辞典の数列 A030457)

## その他 602 に関連すること
- 西暦602年
- 紀元前602年
- ホランド602型潜水艦
- ダイムラー・ベンツ DB 602
- NGC 602
- 602 × 10−3 =0.602 は常用対数 log104 の近似値である。(オンライン整数列大辞典の数列 A114493)